# Arétas II
Pour les articles homonymes, voir Arétas.
Arétas II (en arabe : حارثة الثاني) est un roi nabatéen. Il aurait régné entre 120 et 96 av. J.-C..
Arétas II fut un contemporain du roi hasmonéen Alexandre Jannée dont les visées expansionnistes menaçaient directement le royaume nabatéen.

## Source
- (en) Jewish Virtual Library